# Costillares (torero)
Joaquín Rodríguez «Costillares», (Sevilla, 20 de juliol de 1743 - Madrid, 27 de gener de 1800), va ser un torero i matador espanyol. És considerat el pare de la corrida moderna, com a innovador i organitzador del toreig.

## Biografia
«Costillares» segueix els passos del seu pare, el matador sevillà Luis Rodríguez. Va començar la seva carrera com a banderillero a la quadrilla de Pedro Palomo, després va prendre l'alternativa a Madrid cap al 1763 i va guanyar molts triomfs a la seva ciutat natal. El 1767 va anar a Madrid. A partir de 1775 va començar la seva rivalitat amb Pedro Romero. Aquest darrer era el matador preferit del poble, «Costillares» ràpidament es va convertir en el favorit de l'aristocràcia. A partir de 1790, només apareix a la plaça de toros amb esporàdicament.

## Innovació
Generalment es considera «Costillares» el creador del pase de capote anomenat «verònica», així com com l'inventor de l'estocada al volapié i la tècnica de la seqüència de pases sense perdre el control de l'animal. Va ser un dels primers a organitzar les cuadrillas de toreros de manera rigorosa. Fins llavors, els toreros (matadors, banderilleros, picadors) eren independents i contractats separadament per l'organitzador de la corida de toros; a partir de «Costillares», els banderilleros i picadors es converteixen en els empleats del matador. També va ser el primer a organitzar la lidia amb rigor, separant-lo en tres tercios. Finalment, va fer un esbós del traje de luces (vestit de torero).